# Trościaniec (rejon mikołajowski)
Trościaniec (ukr. Тростянець) – wieś na Ukrainie. Należy do [[rejonu stryjski|rejonu stryjskiego (do 2020 roku do rejonu mikołajowskiego) w obwodzie lwowskim i liczy 547 mieszkańców.
W II Rzeczypospolitej do 1934 roku wieś stanowiła samodzielną gminę jednostkową w powiecie żydaczowskim w woj. stanisławowskim. W związku z reformą scaleniową została 1 sierpnia 1934 roku włączona do nowo utworzonej wiejskiej gminy zbiorowej gminy Mikołajów nad Dniestrem w tymże powiecie i województwie. 
W 1944 nacjonaliści ukraińscy z OUN-UPA zamordowali tutaj 8 Polaków.
Po wojnie wieś weszła w struktury administracyjne Związku Radzieckiego.